# Isaac Smith (Politiker, 1761)
Isaac Smith (* 4. Januar 1761 im Chester County, Province of Pennsylvania ; † 4. April 1834 bei Jersey Shore, Pennsylvania) war ein US-amerikanischer Politiker. Zwischen 1813 und 1815 vertrat er den Bundesstaat Pennsylvania im US-Repräsentantenhaus.

## Werdegang
Isaac Smith besuchte die öffentlichen Schulen seiner Heimat und betätigte sich danach im Lycoming County in der Landwirtschaft. Politisch wurde er Mitglied der Ende der 1790er Jahre von Thomas Jefferson gegründeten Demokratisch-Republikanischen Partei. Zwischen 1806 und 1808 saß er als Abgeordneter im Repräsentantenhaus von Pennsylvania.
Bei den Kongresswahlen des Jahres 1812 wurde Smith im zehnten Wahlbezirk von Pennsylvania in das US-Repräsentantenhaus in Washington, D.C. gewählt, wo er am 4. März 1813 die Nachfolge von Aaron Lyle antrat. Bis zum 3. März 1815 konnte er eine Legislaturperiode im Kongress absolvieren. Diese war weitgehend von den Ereignissen des Britisch-Amerikanischen Krieges geprägt.
Nach dem Ende seiner Zeit im US-Repräsentantenhaus arbeitete Smith wieder in der Landwirtschaft. Außerdem stieg er in das Mühlengeschäft ein. Er starb am 4. April 1834 auf seiner Farm nahe Jersey Shore.